# Responsabilité sans faute de l'administration française
Pour un article plus général, voir Responsabilité de l'administration française.
En France, l'administration n'est pas soumise au régime commun de la responsabilité. Personnalité hors du commun, elle est soumise aux règles spécifiques du droit administratif même si son régime tend à se rapprocher du régime commun. L'une de ces spécificités est l'utilisation d'un ordre juridique particulier : le droit administratif et sa justice, les tribunaux administratifs. Cela constitue la base du recours de plein contentieux en droit administratif français.
Toutefois, comme les autres personnes morales et physiques en droit français, sa responsabilité peut être engagée dans deux cas différents :
- en cas de faute de celle-ci ou de l'un de ses agents (responsabilité pour faute).
- en l'absence de faute de l'administration (responsabilité sans faute).

## Caractéristiques principales

### Une responsabilité de plein droit
La responsabilité de l’administration peut parfois être engagée en l’absence de toute faute de sa part, du seul préjudice causé par l’activité administrative, c’est ce qu’on appelle la responsabilité de plein droit.
La victime n’aura donc à prouver que l'existence de son préjudice et le lien de causalité entre celui-ci et l’activité de l’administration. C’est un régime extrêmement intéressant pour la victime car elle a peu de choses à prouver. De plus, les causes d’exonérations sont beaucoup plus limitées puisqu'il n’y a que la faute de la victime et la force majeure qui sont exonératoires, et non le fait du tiers et le cas fortuit.

### Une responsabilité d'ordre public
Cette responsabilité est d’ordre public, c'est-à-dire que le juge doit le cas échéant, si effectivement la responsabilité de l’administration peut être engagée, se placer d’office sur ce terrain même si la victime n’a pas pensé à le faire.

### Une création jurisprudentielle
Ce régime s’est considérablement développé depuis qu’elle a vu le jour en 1895 : cette jurisprudence avait été inaugurée à propos des collaborateurs permanents de l’administration, dans le sens d’une meilleure protection des victimes.
Ce régime de la responsabilité sans faute constitue une caractéristique très originale de la responsabilité de l’administration parce que le droit privé ne l’admet que dans les hypothèses prévues dans les textes, alors qu’en matière administrative, son régime est essentiellement jurisprudentiel. Ce régime s’applique dans des hypothèses très diverses et de plus en plus nombreuses.

## La responsabilité fondée sur le risque
Dans cette hypothèse, la responsabilité de l’administration est fondée sur le risque de dommages que comportent certaines activités de l’administration et que la jurisprudence ou le législateur ont trouvé juste d’indemniser même en l’absence de faute de la part des personnes publiques. Pour faire un parallèle, la responsabilité des hôpitaux peut être engagée sans faute à l’égard de leurs usagers sur le fondement d’un risque exceptionnel causé par l’activité médicale.

### Les risques courus par les collaborateurs de l’administration
La jurisprudence Cames a été inaugurée à propos des collaborateurs permanents du service public mais depuis cette jurisprudence s’est élargie à la législation sur les accidents du travail, sur les maladies professionnelles …

#### Les collaborateurs occasionnels
Le Conseil d'État considère (CE, 22 novembre 1946, Commune de Saint-Priest-la-Plaine) que les collaborateurs occasionnels des services publics bénéficient du régime favorable de la responsabilité administrative sans faute (à la demande du maire, les habitants devaient tirer un feu d’artifice et ils ont été blessés). C’est une jurisprudence extrêmement importante et qui va s’élargir aux collaborateurs sollicités (tocsin), aux collaborateurs spontanés (noyade). S’agissant de ces derniers, le Conseil d'État (CE Sect 25 septembre 1970 Commune de Batz-sur-Mer) va reconnaître qu’il faut que le secours soit justifié, que la collaboration soit apportée à un service public qui n’a pas besoin d’être organisé, et que la personne ne doit pas avoir la qualité d’usager du service public. En revanche, l’existence d’un lien particulier de solidarité entre le sauveteur et la victime ne fait pas échec à cette jurisprudence.

#### Les collaborateurs professionnels
Dans un arrêt de 1968 (CE Ass 6 novembre 1968, Dame Saulze), le Conseil d'État a reconnu que l’institutrice enceinte ayant contracté la rubéole pendant son service pouvait engager la responsabilité de l’État.

### Les risques courus par les tiers

#### Les choses, méthodes et situations dangereuses
Lorsque l'administration expose des tiers à des risques et dès lors que des préjudices en résultent, elle devra réparer les préjudices causés par ces choses dangereuses.
Le Conseil d'État a inauguré sa jurisprudence à propos des explosifs et de l'explosion d'un entrepôt de bombes après la première guerre mondiale : il va utiliser la responsabilité de l'administration sans faute de sa part (CE 28 mars 1919, Regnault-Desroziers). •	Cette jurisprudence a été transposée à l'utilisation d'armes à feu par la police, la gendarmerie, lorsque cette utilisation va causer des préjudices à des personnes ou des biens qui n'étaient pas visés par l'opération (CE Ass 24 juin 1949, Lecomte). Le Conseil d'État a appliqué cette jurisprudence strictement aux armes à feu et non à l'utilisation de matraques. En ce qui concerne les personnes visées par l'opération, c'est une responsabilité pour faute simple et non pas pour faute lourde.
Le Conseil d'État a également transposée la jurisprudence Regnault-Desroziers dans l'utilisation de méthodes dangereuses. Il s'agit ici de la mise en œuvre de méthodes libérales à l'encontre de personnes difficiles comme des mineurs délinquants, des malades mentaux … créant un risque spécial pour les tiers. On est conscient que l'utilisation de ces méthodes peut causer des risques pour des tiers mais qu’elles sont prévues. La responsabilité sans faute peut alors être engagée.
Le Conseil d'État a inauguré ce régime de responsabilité s'agissant de la méthode libérale de rééducation mise en œuvre à l'égard de mineur délinquant placé dans des établissements publics d'éducation surveillés semi-ouverts, ces méthodes présentant un risque pour les tiers habitant dans le voisinage. Le Conseil d'État a décidé que la responsabilité de l’administration pouvait être engagée sans faute du fait des risques pour les tiers (CE 3 février 1956, Thouzellier) : dans cette affaire, un mineur dépendant de ces établissements avait commis des cambriolages. Le Conseil d'État fait référence au risque de voisinage, mais il a abandonné ce risque un an plus tard, avec l'idée qu'il n'y a pas que nécessairement les voisins qui sont soumis à un risque du fait des moyens de communication.
Le Conseil d'État est allé plus loin, sa jurisprudence a évolué récemment puisque depuis 2005, il admet également la responsabilité sans faute s'agissant des dommages causés par les mineurs en danger, c'est-à-dire des mineurs en difficulté qui peuvent causer des dommages à des tiers (vol, agressions, incendies …). Le Conseil d'État admet la responsabilité sans faute des personnes publiques s'agissant des dommages causés par ces mineurs en danger en écartant le fondement du risque. Il va se fonder sur la garde, qui est la responsabilité d'organiser, de diriger, de contrôler la vie du mineur. On ne se fonde pas sur le risque car on n’est pas face à des mineurs dangereux et leur présence ne présente pas un risque pour les tiers. L'idée est que l'administration à laquelle a été confiée la garde d'un mineur en difficulté sera tenue pour responsable, en l'absence de toute faute de sa part, des dommages causés par ce mineur, sur ce fondement de la garde : elle en a la garde et sera responsable de ce mineur à l'égard des tiers alors qu'elle-même n'a pas commis de faute (CE Sect 11 février 2005, GIE Axa Courtage) : il s'agissait d'incendies provoqués par des mineurs en difficulté qui avaient été confiés à l'administration par le juge des enfants au titre de l'assistance éducative.
Le Conseil d'État, trois ans plus tard, va étendre cette jurisprudence s'agissant de mineurs confiés par leurs parents au service d'aide sociale à l'enfance du département. Il s'agit de mettre en cause le département et non l'État. Le Conseil d'État (CE 26 mai 2008 Département des Côtes d'Armor) a utilisé le fondement de la garde s’agissant des mineurs délinquants, à qui, précédemment, il utilisait le fondement du risque (CE Sect 1er février 2006, MAIF). Désormais, le juge pourra utiliser les deux fondements.
En ce qui concerne les malades mentaux, il s'agit d'une vieille jurisprudence s'agissant des méthodes thérapeutiques sur les malades mentaux hébergés dans des hôpitaux psychiatriques, lorsque ces méthodes comportent un risque spécial de dommage pour les tiers. Le Conseil d'État (CE Sect 13 juillet 1967, Département de la Moselle) décide d'engager sans faute la responsabilité du département responsable de l'établissement (il s’agissait d'une sortie d'essai qui avait causé un préjudice pour des tiers).
En ce qui concerne la transposition de cette jurisprudence pour les détenus, le Conseil d'État (CE 2 décembre 1981, Theys) exige qu'il n'y ait pas un trop long délai entre la permission de sortir et le préjudice, ce qui a pu prêter à contestation.

#### Les dommages accidentels des travaux publics
Le régime de la responsabilité varie s'agissant de dommages de travaux publics si la personne concernée est un usager, un tiers, ou un participant. Pour l’usager, on a vu que c'était un système de responsabilité pour faute mais avec une présomption de la faute. Le tiers, lui, peut engager la responsabilité de l'administration même en l'absence de toute faute. En ce qui concerne les participants (il s'agit souvent des ouvriers sur les chantiers), le système est moins favorable car c'est un système de responsabilité pour faute prouvée mais les indemnités au titre d'accident du travail sont souvent versées.
La responsabilité de l'État du fait des attroupements (regroupe les attroupements, les rassemblements et les manifestations) : quel est le régime de responsabilité des tiers lors d'une manifestation qui aurait dégénéré ? C'est un régime législatif de responsabilité prévu par l'article L211-10 du Code de la sécurité intérieure : cette disposition prévoit la responsabilité de plein droit de l'État, c'est-à-dire une responsabilité qui n'est pas conditionnée par une faute fondée sur le risque social causé par les attroupements, les rassemblements et par extension les manifestations ou les violences urbaines. L'État est responsable des dommages de toute nature causés aux personnes et aux biens, y compris les préjudices commerciaux, que ces préjudices soient causés par les manifestants ou par la police. L'État peut éventuellement se retourner contre la commune : ce sont principalement les maires des communes qui sont responsables du maintien de l'ordre, sauf dans les grandes villes, et c'est donc eux qui sont chargés de prendre des mesures de police suffisantes.
Quelles sont les conditions pour lesquelles on peut engager la responsabilité de l'État en l'absence de toute faute de sa part en matière d’attroupements ? Il faut que le dommage soit lié à un fait collectif et non le fait d'individu ayant agi isolément, que les manifestants se soient livrés à des actes de violence constitutifs d'un délit ou d'un crime au sens pénal du terme, il ne doit pas s'agir de simple bousculade, et enfin que le dommage soit en relation directe avec le comportement des manifestants.

## La responsabilité fondée sur le principe d’égalité devant les charges publiques
Le principe d'égalité devant les charges publiques est un principe à valeur constitutionnelle puisqu’il est déclaré par la DDHC de 1789 à l'article 13, à laquelle fait référence le préambule de la Constitution de 1958. Le fondement de ce principe est lié à l'idée que lorsque des individus supportent des charges particulières au nom de l'intérêt général, cela signifie qu'ils ont subi des dommages dans l'intérêt général, on doit alors leur verser une indemnité pour rétablir cette égalité. Cette égalité est fondée également sur les principes d'équité et de solidarité sociale.
Nous sommes ici dans des hypothèses où les dommages n'ont pas un caractère accidentel, ils ne résultent pas d'un risque auquel seraient exposés les tiers. Les préjudices sont la conséquence nécessaire et prévisible de certaines mesures mais les conditions de ce régime sont très strictes, et de ce fait, la mise en œuvre de la responsabilité de l'administration est rare. Le dommage doit d'abord être un dommage spécial, c'est-à-dire que le dommage ne doit pas toucher l'ensemble de la collectivité, il ne doit toucher que certains individus. La deuxième condition posée par la jurisprudence est que ce dommage doit être anormal, grave, il doit excéder les gènes et inconvénients de la vie en société pour pouvoir être indemnisé. C'est une manière de restreindre le régime de responsabilité administrative.

### La responsabilité du fait des actes juridiques réguliers
L'idée de régularité laisse entendre que pour les actes juridiques légaux, il n'y a pas de faute de l'administration, mais si cet acte cause un dommage, il est susceptible d'engager la responsabilité de l'administration.

#### La responsabilité du fait des lois
Le Conseil d'État accepte d'engager la responsabilité de l'État (CE Ass 14 janvier 1938, Société La Fleurette) en raison d'une loi votée par le parlement. Il s'agissait ici d'une loi interdisant d'utiliser d'autres produits que la crème naturelle ou des produits laitiers, ce qui avait causé un préjudice à cette société qui a demandé indemnisation de la part de l'État, car elle avait dû renoncer à son activité. Le Conseil d'État engagera la responsabilité sans faute de l'État du fait du dommage causé par le législateur. Mais la mise en œuvre de ce régime de responsabilité n'a pas été souvent prononcé, il n'y a que 5 applications depuis 1938 du fait des conditions très strictes. En effet, il faut que le dommage soit spécial mais cette condition n'est pas souvent remplie car les lois posent des principes généraux.
Si la loi peut exclure la réparation et même jusqu'en 2005, le Conseil d'État considérait que si la loi n'avait rien dit, le silence du législateur devait s'interpréter comme excluant toute indemnisation. Le Conseil d'État a abandonné cette jurisprudence en 2005 et refuse maintenant que le silence du législateur soit interprété par principe comme excluant toute indemnisation.
La responsabilité du fait des lois est exclue lorsque la loi a pour raison d'être d’éviter un régime discriminatoire notamment en matière économique ou si elle a pour but de protéger un intérêt tout à fait général et prééminent comme celui de l'économie nationale dans son ensemble. On considère dans ce cas que les dommages collatéraux qui auraient pu être causés par le texte législatif ne pourront pas être indemnisés.
Le CE a fait application de la jurisprudence Fleurette récemment (CE Sect 30 juillet 2003, Association pour le développement de l'aquaculture en région Centre) : les cormorans ont proliféré sur la Loire, et comme ils sont protégés en vertu de la loi du 10 juillet 1976 sur la protection de la nature, les propriétaires d’élevage de pisciculture, du fait du préjudice causé, ont décidé d'engager la responsabilité de l'État du fait de cette loi pour obtenir des dommages-intérêts. Le Conseil d'État a donné raison à cette requête. Il faut aussi citer un autre arrêt (CE Ass 9 février 2007, Gardedieu) où le Conseil d'État décide que l'État est responsable sans faute du fait d'une loi incompatible avec la Convention EDH et son article 6 paragraphe 1 : le Conseil d'État a considéré que l'État était responsable sans faute du fait d'une loi de validation car celle-ci ne lui paraissait pas justifiée par un impérieux motif d'intérêt général, ce qu’exige pourtant le Conseil Constitutionnel pour ces lois exceptionnelles.

#### La responsabilité du fait des conventions internationales
Cette responsabilité a été engagée depuis longtemps (CE Ass 30 mars 1966, Compagnie Générale d'énergie radioélectrique) : le Conseil d'État a transposé sa jurisprudence pour les lois s'agissant des conventions internationales longtemps après l'arrêt La Fleurette, mais à une époque où les conventions internationales n'avaient pas le même impact qu'aujourd'hui. Cette responsabilité est posée par les mêmes conditions que le fait des lois, mais elle est encore moins souvent engagée. Elle ne s'applique pas au droit communautaire dérivé, c'est-à-dire aux règlements et directives communautaires.

#### La responsabilité du fait des actes administratifs légaux
Il se peut que des actes réglementaires réguliers causent des préjudices. Dans un arrêt de 1963 (CE 22 février 1963 Commune de Gavarnie), le Conseil d'État a eu à traiter une affaire dans laquelle le maire de la commune avait décidé de réglementer la circulation sur les chemins de montagne et de réserver certains chemins à des randonneurs à cheval, alors que d'autres pouvaient être utilisés par des piétons. Un propriétaire de magasin de souvenirs conteste que le chemin devant son magasin soit réservé à une monture. Ici, le préjudice sera indemnisé même si l'acte est régulier. Il faut vraiment que le préjudice soit spécial et grave, mais c'est une responsabilité moins exceptionnelle que la responsabilité du fait des lois, même si les conditions de mise en œuvre sont les mêmes.
Les décisions individuelles légales peuvent provoquer des préjudices. C'est le cas d’un arrêt de 1923 (CE 30 novembre 1923, Couitéas), dans lequel il s'agissait d'un refus légal de concours de la force publique pour l'exécution d'une décision de justice. Ce refus peut être légal lorsqu'il est fondé sur le risque de trouble très grave de l'ordre public que pourrait générer l'intervention de la force publique : on admet que ce refus de la part de l'administration peut être légal mais s’il génère un préjudice spécial et grave, la victime peut engager la responsabilité de l'État. Cette jurisprudence peut s'appliquer aussi bien en cas de décision positive qu'en cas de décision négative. Dans cette affaire, c’est à cause de l’abstention de prendre une décision que l'administration va voir sa responsabilité engagée, alors que son abstention est pourtant justifiée pour la nécessité de l'ordre public, pour l'intérêt général.
On a deux hypothèses s'agissant des décisions individuelles. La première est le défaut d'exécution d'une décision de justice. Dans un arrêt de 1938 (CE Ass 3 juin 1938, Société La cartonnerie et imprimerie St Charles), le Conseil d'État a refusé de déloger les grévistes dans une entreprise. La seconde est en l'absence de tout jugement, le défaut de rétablissement de l'ordre public, l’abstention des autorités de police. On a eu un certain nombre d'applications de cette hypothèse s'agissant de grévistes ou de manifestants paralysant les voies fluviales, des ports maritimes ou des aéroports. Ce sont les nécessités d'ordre public qui justifient cette abstention mais si cela cause des préjudices spéciaux, l'État ou la commune devra indemniser.

### Les dommages permanents des travaux publics
C'est toujours le cas de la responsabilité sans faute fondée par l’égalité devant les charges publiques. Ce sont des dommages qui se prolongent dans le temps et dont l'origine n'est pas accidentelle. Ces dommages sont causés, par exemple, par le voisinage de travaux publics (odeurs, bruits …) et peuvent être indemnisés en l'absence de toute faute de l'administration mais il faut que le préjudice soit spécial (personnes peu nombreuses) et anormal (au-dessus de ce que l’on peut supporter).

### Sites internet
- Benjamin CIRHUZA NYAMAZI, De la responsabilité sans faute de l'administration en droits comparés français, belge et congolais, 2007, http://www.memoireonline.com/12/09/2953/m_De-la-responsabilite-sans-faute-de-ladministration-en-droits-compares-francais-belge-et-congol.html
- Mattias Guyomar, Le principe de responsabilité en droit public français, 2006, http://www.franco-british-law.org/pages/ENG/publications/documents/resppublFrce.pdf
- Ve-publique.fr, Quelles sont les différentes formes de responsabilité de l’administration ? (contractuelle/ extracontractuelle), 20/02/2008, http://www.vie-publique.fr/decouverte-institutions/institutions/administration/action/action-encadree/quelles-sont-differentes-formes-responsabilite-administration-contractuelle-extracontractuelle.html
- JurisPedia, Responsabilité administrative sans faute (fr), http://fr.jurispedia.org/index.php/Responsabilit%C3%A9_administrative_sans_faute_%28fr%29
- Le gazette.fr, Fiche 10 : La responsabilité administrative, 10/2009, http://www.lagazettedescommunes.com/concours/PDF/droit_administratif/Fiche_10_droit_administratif_la_responsabilite_administrative.pdf